# Compositions de jeunesse de Stravinsky
Igor Stravinsky ne se mit à la composition que tardivement, ses essais de jeunesse n'étant pas considérés comme présentant un quelconque intérêt. Sa première tentative d'écriture musicale semble être en 1897, à quinze ans, alors qu'il fait une transcription pour piano d'un quatuor à cordes de Glazounov. Il alla directement  le montrer au célèbre compositeur qui le déclara « non musical ». Le jeune adolescent rentra chez lui « profondément découragé ».
À part quelques andantes pour piano, il ne retouche pas à la composition avant son entrée à la faculté de droit de Saint-Pétersbourg en 1901. Il compose alors entre autres Nuages d'orage, un Scherzo et une Sonate pour piano en fa dièse mineur. C'est après avoir entendu cette œuvre que Rimski-Korsakov commence à lui donner des leçons qui mèneront à sa première œuvre importante, sa Symphonie en mi bémol.

## Nuages d'orage(1902)
Pièce pour voix et piano inspirée d'un poème d'Alexandre Pouchkine.

## Scherzo(1902)
Cette courte pièce en sol mineur pour piano (environ deux minutes) a été composée en 1902 et dédiée au pianiste Nicholas Richter.

## Sonate pour piano en fa dièse mineur(1904)
Cette première pièce plus longue de Stravinsky a été composée en 1904 et créée par le pianiste Nicolas Richter en 1905 aux Soirées de musique contemporaine, association de concerts fondée par trois de ses amis. Rimski-Korsakov aura une audition privée un peu avant.
La pièce est composée de quatre mouvements et dure entre vingt-cinq et trente minutes :
1. Allegro
2. Scherzo
3. Andante
4. Allegro — Andante

## Les Champignons vont à la guerre(1904)
Mélodie pour basse et piano.

#### Enregistrements
- Sonate pour piano en fa dièse mineur, interprétée par Alberto Cobo (1, 2, 3, 4)